# Associazione Calcistica Delta Porto Tolle 2013-2014
Questa voce raccoglie le informazioni riguardanti l'Associazione Calcio Delta Porto Tolle nelle competizioni ufficiali della stagione 2013-2014.

## Rosa
| N. |                      | Ruolo | Calciatore           |
| -- | -------------------- | ----- | -------------------- |
|    | Italia (bandiera)    | C     | Alessandro Albertini |
|    | Italia (bandiera)    | A     | Mattia Baldrocco     |
|    | Italia (bandiera)    | D     | Matteo Bertoli       |
|    | Italia (bandiera)    | C     | Matteo Caciagli      |
|    | Italia (bandiera)    | D     | Luca Ciaramitaro     |
|    | Italia (bandiera)    | P     | Andrea Cano          |
|    | Italia (bandiera)    | C     | Manuel Conti         |
|    | Italia (bandiera)    | D     | Andrea Dall'Ara      |
|    | Italia (bandiera)    | P     | Tommaso Del Pino     |
|    | Argentina (bandiera) | A     | Leandro Depetris     |
|    | Italia (bandiera)    | A     | Andrea Ferretti      |
|    | Italia (bandiera)    | D     | Filippo Fiorini      |
|    | Italia (bandiera)    | D     | Federico Frigerio    |
|    | Italia (bandiera)    | A     | Enrico Gherardi      |
|    | Italia (bandiera)    | D     | Shadi Ghosheh        |

| N. |                       | Ruolo | Calciatore           |
| -- | --------------------- | ----- | -------------------- |
|    | Portogallo (bandiera) | A     | Aladje               |
|    | Italia (bandiera)     | A     | Gianluca Laurenti    |
|    | Italia (bandiera)     | A     | Christian Longobardi |
|    | Italia (bandiera)     | A     | Giacomo Marangon     |
|    | Italia (bandiera)     | C     | Daniel Margarita     |
|    | Italia (bandiera)     | D     | Massimo Melucci      |
|    | Italia (bandiera)     | C     | Andrea Migliorini    |
|    | Romania (bandiera)    | D     | Vasile Mogoș         |
|    | Italia (bandiera)     | P     | Luca Passarella      |
|    | Slovacchia (bandiera) | D     | Martin Petráš        |
|    | Italia (bandiera)     | C     | Giacomo Pettarin     |
|    | Italia (bandiera)     | D     | Emanuele Politti     |
|    | Italia (bandiera)     | C     | Nicola Segato        |
|    | Italia (bandiera)     | C     | Evans Soligo         |
|    | Brasile (bandiera)    | A     | De Araujo Valim      |